# Peene Becque
Die Peene Becque (Peene-Bach), westflämisch Penebeke, ist ein rund 24 Kilometer langer, orographisch rechter Nebenfluss der Yser im Département Nord in Frankreich.

## Verlauf
Der Fluss entspringt am südlichen Ortsrand von Cassel, wird aber auch von mehreren kleinen Rinnsalen aus dem Raum Sainte-Marie-Cappel gespeist. Er fließt zunächst ein Stück in südwestlicher Richtung, biegt dann zwischen Cassel und Oxelaere scharf nach rechts um und verläuft nunmehr nach Westnordwest durch Zuytpeene und Noordpeene. Er biegt dann in einer großen Rechtskurve südlich von Arnèke um Ochtezeele herum und fließt danach in nordöstlicher Richtung durch Wormhout und seiner Mündung in die Yser entgegen.

### Zuflüsse
Die Peene hat eine Anzahl kleiner Zuflüsse: 
- Chapelle Notre-Dame des Miracles (FR/E4901540), 0,8 km lang, von rechts bei Oxelaëre
- Schoe Becque (FR/E4901530), 1,6 km lang, von rechts bei Oxelaëre
- Zuytpeene (FR/E4901500), 3,1 km lang, von rechts in Zuytpeene
- Lyncke Becque (FR/E4900720), 6,7 km lang, von links zwischen Zuytpeene und Noordpeene
- Steenaert Becque (FR/E4901490), 2,1 km lang, von links bei Noordpeene
- Rue du Midi (FR/E4901480), 2,0 km lang, von rechts bei Arnèke
- Cray Hill Becque (FR/E4900740), 4,4 km lang, von links bei Arnèke
- Trommels Becque (FR/E4901390), 3,4 km lang, von links bei Ledringhem
- Zermezeele Becque (FR/E4900750), 4,6 km lang, von rechts in Ledringhem
- Résidence le Steenhouck (FR/E4901380), 1,6 km lang, von links bei Wormhout

### Orte am Fluss
(Reihenfolge in Fließrichtung)
- Cassel
- Oxelaëre
- Bavinchove
- Zuytpeene
- Noordpeene
- Ochtezeele
- Arnèke
- Ledringhem
- Wormhout

## Geschichte
Am 11. April 1677, in der dritten Schlacht bei Cassel, besiegte ein französisches Heer unter Philippe, Herzog von Orléans, dem Bruder des Königs Ludwig XIV., ein niederländisches Heer unter Wilhelm III. von Oranien an der Peene zwischen Zuytpeene und Noordpeene. Die Schlacht wird daher auch Schlacht an der Peene genannt.